# Munsee

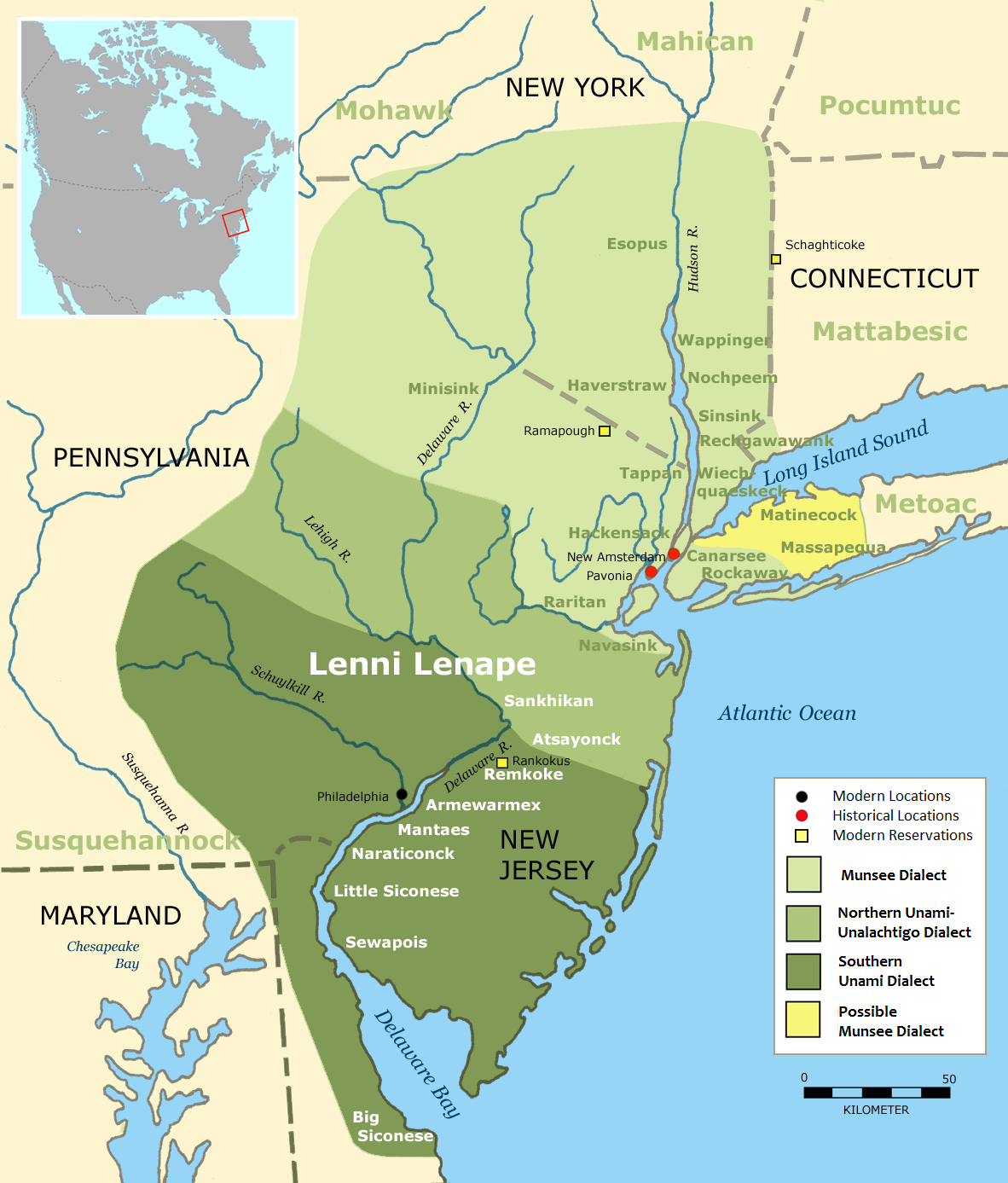
Lenguas Lenape: Munsee (verde claro) era al norte y dos dialectos de Unami al centro y sul

Munsee es una lengua en vías de extinción del subgrupo Algonquino Oriental, sendo una de las dos lenguas de los Lenape. Es muy cerca de la extinta Unami, la otra idioma Lenape. El Munsee fue antiguamente hablado por nativos en la actual Ciudad de Nueva York y las áreas vecinas, más precisamente Manhattan, Staten Island, el sul del valle del Río Hudson, el oeste de Long Island, el norte de Nueva Jersey, y el nordeste de Pensilvania.

## Fonología

### Consonantes
|             | Bilabial | Dental | Postalveolar | Velar | Glotal |
| ----------- | -------- | ------ | ------------ | ----- | ------ |
| Stop        | p        | t      | č [tʃ]       | k     |        |
| Fricativa   |          | s      | š [ʃ]        | x     | h      |
| Nasal       | m        | n      |              |       |        |
| Lateral     |          | l      |              |       |        |
| Semivogales | (w)      |        | y [j]        | w     |        |

### Vocales
|         | Frontal        | Central        | Posterior      |
| ------- | -------------- | -------------- | -------------- |
| Cerrada | i• [iː], i [ɪ] |                | o• [oː], o [ʊ] |
| Media   | e• [ɛː], e [ɛ] | ə              |                |
| Abierta |                | a• [aː], a [ʌ] |                |

## Ortografía
| Lingüística     | Práctica         | Español     |  | Lingüística | Práctica  | Español                 |  | Lingüística | Práctica     | Español         |  | Lingüística | Práctica   | Español               |
| --------------- | ---------------- | ----------- |  | ----------- | --------- | ----------------------- |  | ----------- | ------------ | --------------- |  | ----------- | ---------- | --------------------- |
| ampi•lamé•kwa•n | ambiilaméekwaan  | aguja       |  | nkwə́ta•š    | ngwútaash | seis                    |  | wčéht       | wchéht       | músculo         |  | ăpánšəy     | ăpánzhuy   | madera                |
| nə̆wánsi•n       | nŭwánsiin        | yo olvidé   |  | xwánsal     | xwánzal   | hermano más viejo de él |  | ní•ša•š     | níishaash    | siete           |  | ntəší•nsi   | ndushíinzi | yo me llamo así y así |
| máske•kw        | máskeekw         | pantano     |  | xá•š        | xáash     | ocho                    |  | ăpwá•n      | ăpwáan       | ”pan            |  | óhpwe•w     | óhpweew    | él fuma               |
| wə́sksəw         | wúsksuw          | él es joven |  | ătíhte•w    | ătíhteew  | está maduro             |  | kíhkay      | kíhkay       | jefe            |  | máxkw       | máxkw      | oso                   |
| kwi•škwtó•nhe•w | kwiishkwtóonheew | él susurra  |  | áhpăpo•n    | áhpăpoon  | silla                   |  | xwáškwšəš   | xwáshkwshush | rata almizclera |  | pé•nkwan    | péenɡwan   | está seco             |